# Ricardo Zonta
Ricardo Zonta, né le 23 mars 1976 à Curitiba (Brésil) est un pilote automobile brésilien champion international de Formule 3000 en 1997. Il obtient un volant chez British American Racing en Formule 1 deux ans plus tard.

## Biographie
Pilote de kart depuis l'âge de 11 ans, Ricardo Zonta commence sa carrière en sport automobile en 1993, dans le championnat du Brésil de Formule Chevrolet, puis dans le championnat du Brésil de Formule 3. En 1995, il remporte à la fois les championnats du Brésil et d'Amérique du Sud de F3.
En 1996, Zonta accède directement au championnat international de Formule 3000, au sein de l'écurie italienne Draco. Après une première année prometteuse (4e du classement général avec deux victoires), il décroche le titre en 1997. Parallèlement, il fait ses débuts en Formule 1 en qualité de pilote essayeur pour le compte de Jordan-Peugeot. Ne parvenant pas à trouver un volant de titulaire en Formule 1 pour la saison 1998, Zonta réoriente sa carrière vers le championnat FIA GT, où il est incorporé à la puissante armada Mercedes (qui lui permet de garder un pied en Formule 1 puisqu'il effectue des essais privés sur la McLaren-Mercedes). C'est à nouveau un succès pour Zonta, qui en compagnie de son coéquipier Klaus Ludwig décroche son deuxième titre international en l'espace de deux ans (cinq victoires dont Oschersleben et Homestead) .
En 1999, Zonta décroche enfin une place de titulaire en Formule 1, grâce à son recrutement par la jeune et ambitieuse écurie British American Racing, qui débute dans la discipline. Mais son année tourne rapidement au cauchemar, puisqu'il se blesse au pied lors des essais du Grand Prix du Brésil, deuxième manche du championnat. Obligé de déclarer forfait pour quatre épreuves, il fait son retour à la compétition à partir du Grand Prix du Canada en juin, mais subit le manque de performance et de fiabilité de sa BAR-Supertec. Il se fait également largement dominer par son prestigieux coéquipier, le Québécois Jacques Villeneuve.
Le Brésilien est même victime d'un gros accident lors des essais du Grand Prix de Belgique à Spa-Francorchamps, lorsqu'il perd le contrôle de sa BAR en plein raidillon de l'Eau-Rouge et pulvérise sa monoplace dans les protections (Villeneuve va lui aussi violemment sortir à cet endroit lors des essais).
Reconduit chez BAR (qui bénéficie désormais du soutien de Honda) pour la saison 2000, il inscrit ses premiers points grâce à trois sixièmes places, mais peine à s'affirmer comme une valeur sure de la discipline et continue de souffrir de la comparaison avec Villeneuve, avec lequel ses rapports se dégradent fortement. De son côté, Zonta ne mâche pas ses critiques envers son écurie, qu'il accuse de lui fournir un matériel de moindre qualité qu'à Villeneuve (le directeur de BAR est alors Craig Pollock, également le manager de Jacques Villeneuve). Logiquement, BAR et Zonta se séparent en fin de saison.
Au sortir de ces deux saisons ratées, Zonta ne parvient pas à retrouver un volant, et trouve refuge en 2001 chez Jordan-Honda en qualité de pilote essayeur. Il fait ponctuellement son retour en course à l'occasion du Grand Prix du Canada (en remplacement de Frentzen blessé) puis quelques semaines plus tard au Grand Prix d'Allemagne, après le limogeage du pilote allemand. Mais pour finir la saison, Jordan préfère faire confiance à Jean Alesi.

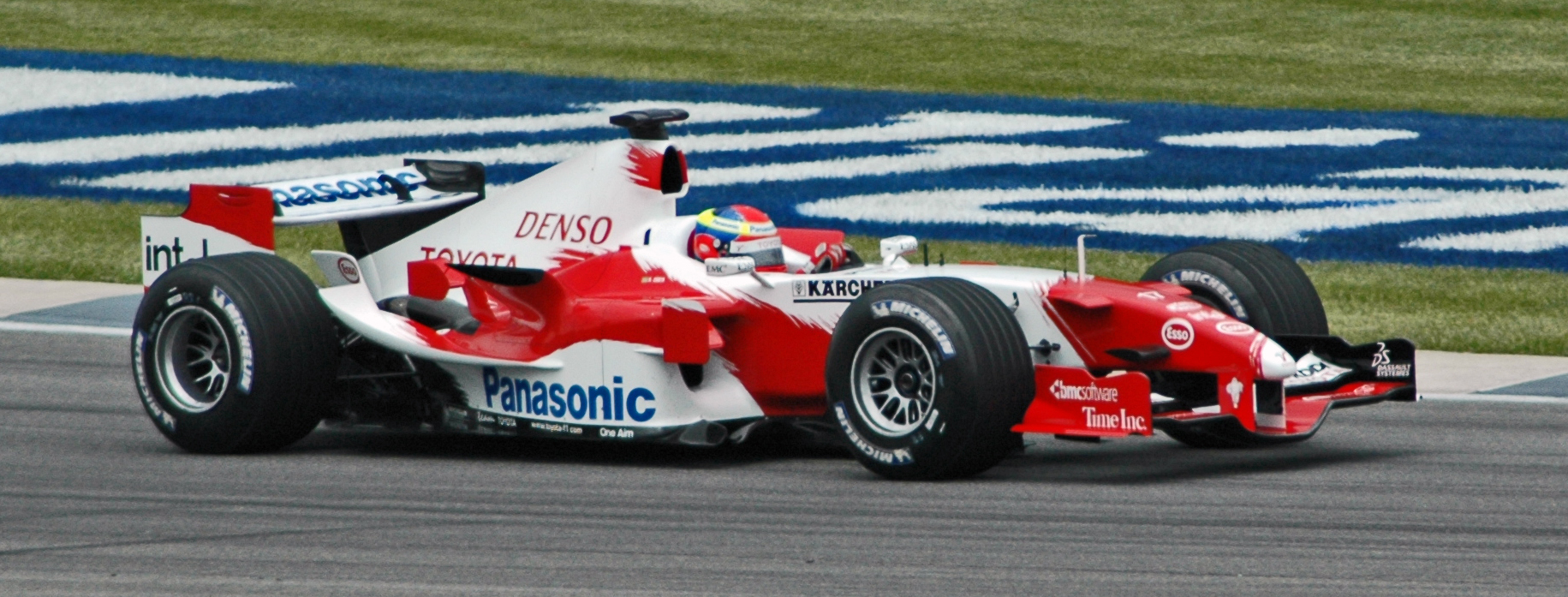
Ricardo Zonta au volant d'une Toyota en 2005 au Grand Prix des États-Unis

En 2002, il "descend" d'un étage pour disputer le championnat de Nissan World Series (alors considéré comme l'équivalent de la F3000). Dominateur tout au long de saison, le Brésilien voit sa réputation, très écornée par ses expériences en Formule 1, repartir à la hausse. Un temps pressenti pour décrocher un volant en CART chez Newman-Haas (qui lui préférera Sébastien Bourdais), il fait finalement son retour en Formule 1 en tant que pilote essayeur chez Toyota au début de la saison 2003.
Présent en qualité de "pilote du vendredi" sur les épreuves de la saison 2004, il est titularisé à partir du Grand Prix de Hongrie en remplacement de son compatriote Cristiano da Matta. Il perdra son volant lors de l'avant-dernier Grand Prix (au profit de Jarno Trulli, la nouvelle recrue de l'équipe japonaise) pour le récupérer au Grand Prix du Brésil à la place d'Olivier Panis.
Toujours pilote essayeur pour Toyota en 2005 et 2006, fonction qu'il partage avec Panis, et à nouveau présent lors des essais du vendredi en 2005, il est amené à remplacer Ralf Schumacher au cours du Grand Prix des États-Unis 2005, mais en raison des problèmes rencontrés par les pneus Michelin (et découverts justement à l'occasion de l'accident de Schumacher lors des premiers essais), sa prestation en course ne dépasse pas le stade de tour de chauffe. Fin 2006, Zonta quitte Toyota pour rejoindre le Renault F1 Team où il partage le poste de pilote essayeur avec son jeune compatriote Nelsinho Piquet. Dans les faits, Zonta n'est amené à effectuer qu'un kilométrage limité tout au long de la saison 2007, à l'issue de laquelle il quitte la Formule 1.
En 2008, il rejoint l'équipe Peugeot Sport avec laquelle il dispute les 24 heures du Mans au volant de la Peugeot 908.

## Résultats en championnat du monde de Formule 1
| Saison | Écurie                         | Châssis | Moteur       | Pneus       | GP disputés | Points inscrits | Classement |
| ------ | ------------------------------ | ------- | ------------ | ----------- | ----------- | --------------- | ---------- |
| 1999   | British American Racing        | PR01    | Supertec V10 | Bridgestone | 12          | 0               | n.c.       |
| 2000   | Lucky Strike Reynard BAR Honda | 002     | Honda V10    | Bridgestone | 17          | 3               | 14e        |
| 2001   | B&H Jordan Honda               | EJ11    | Honda V10    | Bridgestone | 2           | 0               | 19e        |
| 2004   | Panasonic Toyota Racing        | TF104B  | Toyota V10   | Michelin    | 5           | 0               | 22e        |
| 2005   | Panasonic Toyota Racing        | TF105   | Toyota V10   | Michelin    | 1           | 0               | n.c.       |

| Année | Écurie                         | Châssis       | Moteur       | 1        | 2      | 3       | 4        | 5      | 6        | 7        | 8        | 9        | 10       | 11       | 12       | 13       | 14      | 15       | 16       | 17       | 18      | 19     | Classement | Points |
| ----- | ------------------------------ | ------------- | ------------ | -------- | ------ | ------- | -------- | ------ | -------- | -------- | -------- | -------- | -------- | -------- | -------- | -------- | ------- | -------- | -------- | -------- | ------- | ------ | ---------- | ------ |
| 1999  | British American Racing        | BAR 01        | Supertec V10 | AUS Abd. | BRA Nq | SMR     | MON      | ESP    | CAN Abd. | FRA 9e   | GBR Abd. | AUT 15e  | GER Abd. | HUN 13e  | BEL Abd. | ITA Abd. | EUR 8e  | MAL Abd. | JPN 12e  |          |         |        | NC         | 0      |
| 2000  | Lucky Strike Reynard BAR Honda | BAR 002       | Honda V10    | AUS 6e   | BRA 9e | SMR 12e | GBR Abd. | ESP 8e | EUR Abd. | MON Abd. | CAN 8e   | FRA Abd. | AUT Abd. | GER Abd. | HUN 14e  | BEL 12e  | ITA 6e  | USA 6e   | JPN 9e   | MAL Abd. |         |        | 14e        | 3      |
| 2001  | B&H Jordan Honda               | Jordan EJ11   | Honda V10    | AUS      | MAL    | BRA     | SMR      | ESP    | AUT      | MON      | CAN 7e   | EUR      | FRA      | GBR      | GER Abd. | HUN      | BEL     | ITA      | USA      | JPN      |         |        | 19e        | 0      |
| 2004  | Panasonic Toyota Racing        | Toyota TF104  | Toyota V10   | AUS TD   | MAL TD | BHR TD  | SMR TD   | ESP TD | MON TD   | EUR TD   | CAN TD   | USA TD   | FRA TD   | GBR TD   | GER TD   |          |         |          |          |          |         |        | 22e        | 0      |
| 2004  | Panasonic Toyota Racing        | Toyota TF104B | Toyota V10   |          |        |         |          |        |          |          |          |          |          |          |          | HUN Abd. | BEL 10e | ITA 11e  | CHN Abd. | JPN      | BRA 13e |        | 22e        | 0      |
| 2005  | Panasonic Toyota Racing        | Toyota TF105  | Toyota V10   | AUS TD   | MAL TD | BHR TD  | SMR TD   | ESP TD | MON TD   | EUR TD   | CAN TD   | USA NP   | FRA      | GBR TD   | GER TD   | HUN TD   | TUR TD  | ITA TD   | BEL TD   | BRA TD   | JPN TD  | CHN TD | NC         | 0      |

## Résultats aux 24 heures du Mans
| Année | Voiture              | Équipe             | Équipiers                             | Résultat |
| ----- | -------------------- | ------------------ | ------------------------------------- | -------- |
| 1998  | Mercedes-Benz CLK-LM | Mercedes-AMG       | Christophe Bouchut / Jean-Marc Gounon | Abandon  |
| 2008  | Peugeot 908 HDi FAP  | Team Peugeot Total | Christian Klien / Franck Montagny     | 3e       |

## Palmarès
- 1995 : Champion de F3 brésilienne
- 1995 : Champion de F3 Sud-Am
- 1997 : Champion international de F3000
- 1998 : Champion de FIA GT
- 2002 : Champion de Nissan World Series